# Idegranar
Idegranar (Taxus) är ett släkte barrväxter i familjen idegransväxter. Arterna är långsamt växande träd eller buskar som ofta är mycket långlivade. Det finns arter som kan bli upp till 40 meter höga med en stamdiameter på 4 meter. Barken är rödaktig, barren är platta och mörkgröna, cirka 1–4 centimeter långa och 2–3 millimeter breda. De sitter i spiral runt grenen, men med basen av barren vriden så att barren bildar två platta rader på var sida om grenen.

## Egenskaper

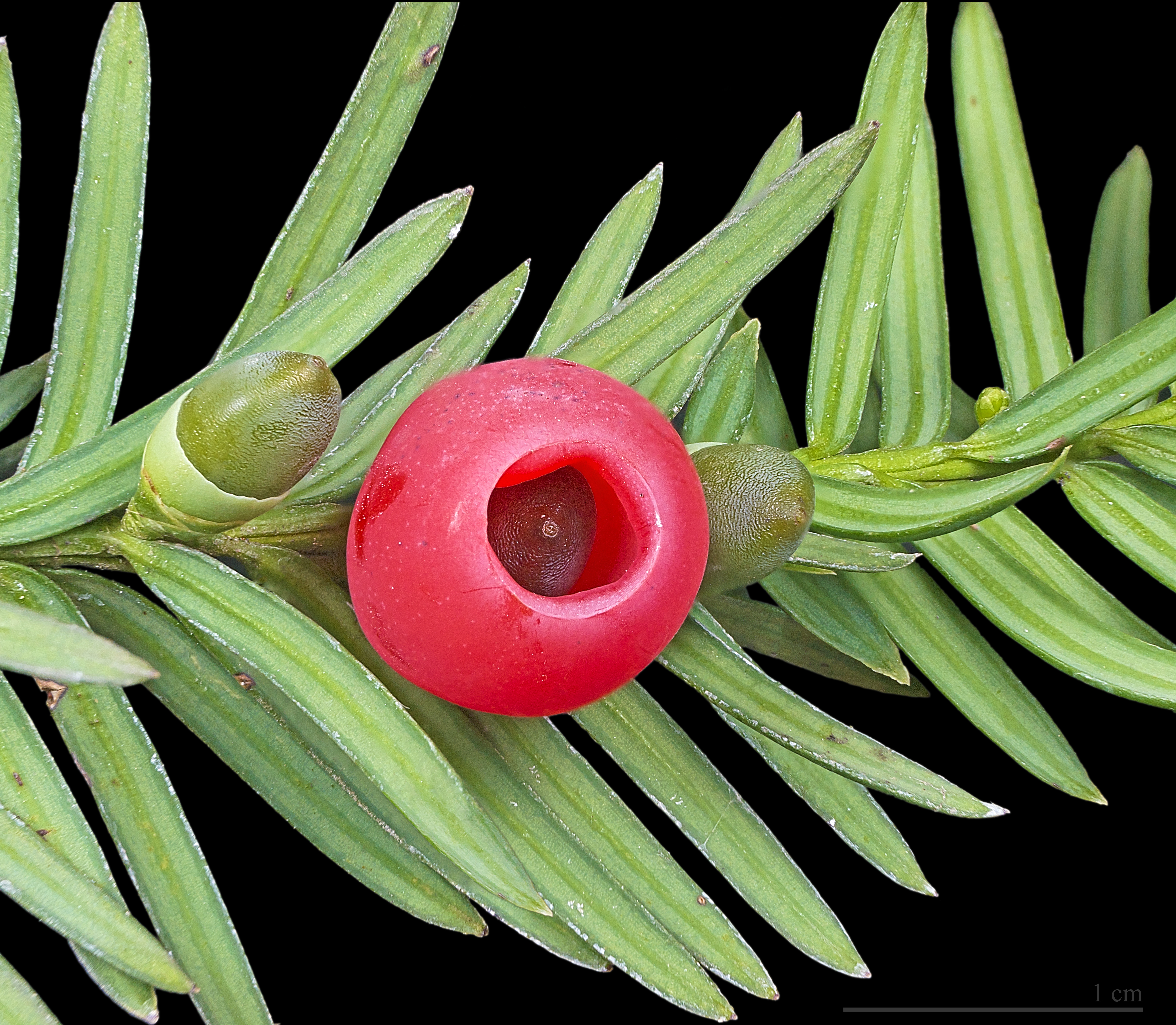
Fröhylle hos idegran

Idegranar skiljer sig från många andra barrväxter genom att kottarna ombildats till ett bärliknande fröhylle. Dessa fröhyllen omger ett enda frö, och är cirka 8–15 millimeter långa (själva fröet är 4–7 millimeter långt) och klart röda. De äts av olika fågelarter, som dock inte kan smälta själva fröet. Alla fröhyllen mognar inte på en gång, utan utspritt över ett antal månader. De flesta idegransarter är tvåbyggare men även sambyggare förekommer.

## Arter
Alla idegransarter är mycket nära släkt, och det finns forskare som föredrar att betrakta dem som underarter av en och samma art; då brukar arten benämnas T. baccata, eftersom detta är den först beskrivna arten i släktet.
Den mest avvikande är T. sumatrana på Sumatra och Celebes norrut till sydligaste Kina, som känns igen på att barren är gulgröna och formade som en skära. T. globosa i Mexiko till Honduras avviker också något med barr som befinner sig halvvägs mellan T. sumatrana och övriga arter. 
- Taxus baccata – idegran, Europa
- Taxus brevifolia – läkeidegran, amerikanska västkusten
- Taxus canadensis – kanadensisk idegran, Kanada
- Taxus chinensis – Kina
- Taxus cuspidata – japansk idegran, Japan
- Taxus floridana – Florida
- Taxus globosa – Mexiko
- Taxus sumatrana – Sumatra
- Taxus wallichiana – Himalaya

T. floridana, T. globosa och läkeidegran (T. brevifolia) är alla ovanliga arter som är listade som sårbara eller hotade.

## Giftighet
Alla arter av idegranar innehåller mycket giftiga ämnen - taxaner. Den exakta formeln varierar mellan arterna. Alla delar av växten med undantag av fröhyllet innehåller detta ämne. Fröhyllena är dock ätbara och söta, men fröet är mycket giftigt. Taxiner används för att tillverka cytostatika.
Fåglar kan inte bryta ner fröskalet och fröet passerar därmed deras matsmältningskanal utan att skada dem. Människans matsmältningssystem kan däremot bryta ner fröskalet. Att äta fröhyllena från idegranar utan att avlägsna fröet kan vara dödligt för människan. Betesdjur har också dött av sådan förgiftning, men hjortdjur kan ofta bryta ner gifterna och äter gärna av idegranens barr. Ofta betar dessa hjortdjur av idegranarna så hårt att vilda idegranar oftast enbart förekommer där dessa inte når, som på klippor och branta sluttningar. Det finns även fjärilslarver som äter på idegranar, till exempel Peribatodes rhomboidaria.

## Idegranar och människan
Idegranarnas ved är rödbrun, mycket hård men ändå elastisk. Detta gjorde veden till förstahandsval vid tillverkning av pilbågar, i synnerhet långbågar. Veden har även använts för möbeltillverkning.
De giftiga ämnena - taxinerna - har använts för framställning av cytostatika, som ovan nämnts.
Idegranar är också mycket populära parkträd och ett stort antal (över 400) kultivarer har namngetts. De flesta av dessa kultivarer är från idegran eller japansk idegran, eller från en hybrid mellan dessa två arter.